# 秋蒂基夫
49°18′14″N 25°32′12″E / 49.30389°N 25.53667°E
秋蒂基夫（羅馬化：Tiutkiv）是烏克蘭的村落，位於該國西部捷爾諾波爾州，由捷尔诺波尔区負責管轄，始建於1645年，面積1.72平方公里，2001年人口557，人口密度每平方公里323.1人。